# Susan Moore
Susan Moore város az USA Alabama államában, Blount megyében. Lakosainak száma 787 fő (2020. április 1.).

## Népesség
A település népességének változása:

| 2010 | 763 |
| 2020 | 787 |